# 인간의 욕망
인간의 욕망(Human Desire)은 미국에서 제작된 프리츠 랑 감독의 1954년 드라마, 멜로/로맨스 영화이다. 글렌 포드 등이 주연으로 출연하였고 루이스 J. 레치밀 등이 제작에 참여하였다.

## 출연

### 주연
- 글렌 포드
- 글로리아 그레이엄

### 조연
- 브로데릭 크로포드
- 에드가 뷰캐넌
- 페기 말리
- 그랜든 로즈
- 댄 세이모어
- 존 픽카드
- 폴 브리니가
- 댄 리스
- 존 자렘바
- 칼 리

## 제작진
- 원작자: 에밀 졸라
- 미술: 로버트 피터슨
- 세트: 윌리엄 키에넌
- 의상: 진 루이스